# Крокодил Данді в Лос-Анджелесі
«Крокодил Данді в Лос-Анджелесі» англ. Crocodile Dundee in Los Angeles —  кінофільм, знятий в 2001 році і є закінченням трилогії про австралійського мисливця Майкла Данді. Фільм знімався в 2000 році в Лос-Анджелесі і в передмістях Квінсленда, Австралія.

## Сюжет
Мік Данді, його неофіційна дружина Сью Чарлтон та їхній син Майки живуть в малообжитих австралійських нетрях. Влада штату оголосила полювання на крокодилів незаконною, тому старий мисливець поступово перетворюється на об'єкт туристичного паломництва. Сью давно скучила за роботою журналіста і все ще сподівається приступити до неї за будь-якого зручному випадку, і такий випадок надається, коли спецкореспондент газети, власником якої є батько Сью, гине в автомобільній катастрофі. Сью стає на місце спецкора, але для цього родина «Крокодила» на час перебирається до Лос-Анджелеса.
Мік стає сищиком, що допомагає розслідувати таємничу смерть попередника його дружини в газеті, для цього він влаштовується працювати на кіностудію і його приймають дресирувальником тварин, яких знімають в кіно. У цей час син Майка відвідує місцеву школу, де він швидко справляє на своїх однокласників і вчителя враження.
Кіностудія, діяльність якої досліджував мертвий репортер, знімає нерентабельні картини. Насправді кінобізнес — лише прикриття для незаконного вивезення рідкісних картин з Югославії. Ці картини вивозяться з країни під маркою копій і числяться в супровідних документах як декорації. Міку і його помічнику Джеко вдається розкрити цей підступний задум. А Мік в свою чергу розуміє, що для повноцінної сім'ї йому потрібно просто одружитися з чарівною Сью.

## У ролях
- Пол Гоґан —  «Крокодил» Мік Данді
- Лінда Козловські — Сью Чарльтон
- Джир Бернс — Арнау Ротман